# Vanilla planifolia
Vanilja (znanstveno ime Vanilla planifolia) je vrsta vaniljeve orhideje, ki izvira iz Mehike, Srednje Amerike, Kolumbije in Brazilije. Je eden od primarnih virov za aromo vanilje zaradi visoke vsebnosti vanilje. Prvič je bila znanstveno poimenovana leta 1808. Ker populacija vrste upada in se njeni habitati spreminjajo v druge namene, je IUCN Vanilla planifolia ocenila kot prizadeto.

## Opis
Vanilla planifolia raste kot zimzelena vzpenjalka, bodisi na tleh ali na drevesih. Včasih raste kot epifit brez korenin v tleh. Pri ukoreninjenju v zemlji so njene zemeljske korenine razvejane in razvijejo fine koreninske dlake, povezane z mikoriznimi glivami. V naravi zlahka zraste do 15 metrov v dolžino, zraste pa lahko tudi do 30 metrov. Če raste v polni senci, se njeno steblo zelo redko razveja, na sončni svetlobi pa razvije več vej. Mlajši deli stebla, dobro pritrjeni na oporo, tvorijo cik-cak strukturo s kotom približno 120° na vsakem vozlu. Za oprijem dreves ali drugih površin ima debele, mesnate zračne korenine, ki se razvijejo iz vozlov. Te zračne podporne korenine se skoraj nikoli ne razvejajo in so prisotne le na mlajših delih stebla, medtem ko starejši deli stebla visijo skozi krošnjo do gozdnih tal. Na vozličih nasproti koreninskih vozlov ima en sam sočen list. Ko popolnoma zrastejo, so sijoči, svetlo zeleni listi dolgi 8–25 cm in široki 2–8 cm, suličaste do ovalne oblike s koničasto konico. Listi trajajo tri do štiri leta, če niso poškodovani.

### Cvet
Cvetovi izvirajo iz aksilarnega grozda, ki ima 12–20 popkov. Cvetovi so zelenkasto rumeni, s premerom 5 cm in imajo le rahel vonj. Cvetovi zahtevajo opraševanje, da tvorijo plodove; odprejo se zjutraj in običajno ovenejo ob naraščajočih temperaturah istega popoldneva. Čeprav vsak cvet traja le en dan, cvetenje Vanilla planifolia poteka v obdobju dveh mesecev enkrat na leto. V domačem nižinskem gozdnem habitatu cvetenje poteka aprila in maja proti koncu sušne sezone. Rastline so samooplodne in opraševanje preprosto zahteva prenos cvetnega prahu s prašnika na brazdo pestiča, vendar imajo strukturo, ki preprečuje, da bi se to zgodilo brez posredovanja. V divjini je le okoli enoodstotna verjetnost, da bodo cvetovi oprašeni.

### Sadež
Plod se razvije samo na zrelih rastlinah, ki so običajno dolge več kot 3 m. Plodovi so 15–23 cm dolgi stroki. Navzven spominjajo na majhne banane. Dozorijo po približno osmih do devetih mesecih.

## Taksonomija
Prvi znanstveni opis rastline Vanilla planifolia je objavil Henry Charles Andrews v osmem zvezku svojega The Botanist's Repository. V svojem opisu pripisuje Charlesu Plumierju, da je leta 1703 objavil opis te rastline kot tretje vrste iz rodu Vanilla. Risbo v svoji knjigi je ustvaril iz vzorca, ki je cvetel v rastlinjaku, ki je pripadal Charlesu Grevillu.

## Razširjenost in življenjski prostor
Vanilla planifolia izvira iz neotropskega kraljestva, od južne Mehike do Srednje Amerike, Kolumbije in severnih delov Brazilije.ref name="Vanilla Distribution">Watteyn, Charlotte; Fremout, Tobias; Karremans, Adam P.; Huarcaya, Ruthmery Pillco; Azofeifa Bolaños, José B.; Reubens, Bert; Muys, Bart (Marec 2020). »Vanilla distribution modeling for conservation and sustainable cultivation in a joint land sparing/sharing concept«. Ecosphere. 11 (3). doi:10.1002/ecs2.3056.</ref> Prej so mislili, da izvira samo iz južne Mehike in Belizeja. Zaradi gojenja se je dodatno razširila na številna tropska območja, vključno z južno Florido, Kajmanskimi otoki, Dominikansko republiko, Jamajko, Portorikom, tropskimi deli Peruja, Ekvadorjem, Venezuelo, Francosko Gvajano, Surinamom in Gvajano v Ameriki. Zabeleženo je tudi, da raste v Demokratični republiki Kongo, Madagaskarju, Komorih, Bangladešu, Malajskem polotoku, otoku Java, arhipelagu Chagos, Cookovem otoku, otoku Nova Gvineja in Novi Kaledoniji.
Vanilla planifolia potrebuje vlažno, toplo tropsko podnebje in najbolje uspeva med 20 in 30 °C v vlažnih razmerah. Sprejme lahko le najmanj 10 °C in največ 33 °C. Najmanjša količina padavin je približno 2000 mm na leto. Za dobro rast potrebuje tudi zemljo z veliko dostopnega kalcija in kalija. Prav tako ima raje dobro odcedna tla in pH med 6,0 in 7,0. Naravna nadmorska višina je od 150 do 900 metrov. Za sprožitev cvetenja je potrebno spomladi suho obdobje.
Zaradi človeške rabe zemljišč za pridelke in les se je potreben habitat za Vanilla planifolia zelo zmanjšal in razdrobil. Število zrelih osebkov v naravi se zmanjšuje, prav tako se zmanjšuje količina primernega habitata. IUCN jo je leta 2017 ocenil kot ogroženo in to objavil leta 2020.

## Ekologija
Vanilla planifolia je v svojem naravnem okolju odvisna od enega ali več opraševalcev. Za opraševanje je bilo predlaganih več vrst čebel, vključno z vrstami Euglossa, Eulaema cingulata, Eulaema polychroma, Eulaema meriana in Melipona beecheii. Vendar ni zabeleženih nobenih dokončnih opazovanj opraševanja in zlasti zaradi velikosti M. beecheii je malo verjetno, da bi bil opraševalec te vrste orhidej,ref name="Lubinsky etal">Lubinsky, Pesach; Van Dam, Matthew; Van Dam, Alex (Januar 2006). »"Pollination of Vanilla and evolution in Orchidaceae"«. Lindleyana. 75: 926–929. Pridobljeno 6. marca 2023.</ref> čeprav neobjavljena opazovanja kažejo, da je Euglossa (navedena kot E. viridissima, vendar ta vrsta je bila zgodovinsko zamenjana z drugimi vrstami Euglossa) morda sposobna dokončati oprašitev.
Čeprav so semena rastline Vanilla planifolia zelo majhna, so za orhidejo relativno velika in jih veter ne raznaša. Namesto tega se skozi habitat deževnega gozda širijo s številnimi različnimi živalmi. Samci čebel v plemenu Euglossini v rodovih Euglossa in Eulaema kažejo vedenje zbiranja dišav s plodovi. Posebne vrste, opažene pri odstranjevanju semen kot del tega obnašanja, vključujejo Euglossa bursigera, Euglossa ignita, Euglossa tridentata in Eulaema cingulata. Nasprotno samice čebel brez žela odstranijo pulpo ploda v skladu z dejavnostmi gradnje gnezda. Dve vrsti, ki sta opazili, da semena V. planifolia distribuirata na ta način, sta Eulaema polychroma in Scaptotrigona subobscuripennis. Da čebele raznašajo semena, je redko vedenje in je bilo pred tem dokumentirano le pri treh vrstah tropskih dreves, cadaghi Corymbia torelliana, Coussapoa asperifolia subsp. magnifolia in Zygia racemosa. Potrjeno je, da tako glodavci kot vrečarji uživajo odpadle stroke na gozdnih tleh. Posebne vrste, ki so jih opazili pri uživanju strokov, so Tomejevs bodičasta podgana (Proechimys semispinosus) in navadni oposum (Didelphis marsupialis). Nadaljnji poskusi ekipe pod vodstvom dr. Adama Karremansa so pokazali, da so bila semena sposobna preživetja, potem ko so prešla skozi črevesje, vendar se ni bistveno povečala ali zmanjšala kalivost.

## Kemija
Glavne kemične sestavine strokov so vanilin, vaniljeva kislina, 4-hidroksibenzaldehid in 4-hidroksibenzojska kislina. Vanilin predstavlja 80 % vseh aromatičnih spojin, ki jih najdemo v strokih, v nasprotju s 50 % vsebnostjo stroka Vanilla × tahitensis. Nekatere druge kemikalije, ki jih najdemo v manjših količinah v strokih Vanilla planifolia, kot so guaiacol, 4-methylguaiacol, acetovanilone in vanilijev alkohol, prav tako prispevajo k zaznavanju okusa vanilije.

## Kontaktni dermatitis
Sok večine vrst vaniljeve orhideje, ki se izloča iz odrezanih stebel ali tam, kjer so stroki nabrani, lahko povzroči zmeren do hud dermatitis, če pride v stik z golo kožo, čeprav je topen v vodi in ga je mogoče odstraniti z umivanjem. Sok vaniljevih orhidej vsebuje kristale kalcijevega oksalata, za katere se zdi, da so glavni povzročitelj kontaktnega dermatitisa pri delavcih na plantažah vanilje.

## Gojenje
Vanilla planifolia je bila klonsko razmnožena s potaknjenci in ne s semeni in selektivno vzrejo. Od leta 2023 obstaja le ena patentirana sorta, Handa in zelo malo drugih imenovanih kultivarjev. Najpomembnejše od teh kultivarjev za komercialno gojenje so vrste Mansa. Obstajata tudi dva pestra kultivarja, ki se prodajata za okrasno vrtnarjenje. Čeprav je med letoma 1793 in 1875 znanih pet poskusov uvedbe na otok Reunion, je bila le uvedba leta 1822 uspešna. Verjetno je, da skoraj vsa vanilja, pridelana na območjih, ki obdajajo Indijski ocean, izvira iz tega enega vnosa in to podpirajo sodobne genetske raziskave. Vaniljo kot pridelek bi lahko ogrozilo to genetsko ozko grlo in kasnejše kopičenje negativnih mutacij.
Zaradi nizke stopnje opraševanja, tudi na območjih z opraševalci, in redkih ali neobstoječih drugje, je treba rože pri gojenju na kmetijah opraševati ročno. Ko stroki v grozdu porumenijo in dozorijo, se običajno poberejo in posušijo celoten grozd. Sušenje vključuje fermentacijo in sušenje stroka, da se razvije značilen okus vanilje, hkrati pa se zmanjša izguba eteričnih olj. Ekstrakt vanilje se pridobiva iz tega dela rastline.
Gojijo in nabirajo ga predvsem v Veracruzu v Mehiki, na Tahitiju, v Indoneziji in na Madagaskarju.